# ماورشتتن
ماورشتتن (به آلمانی: Mauerstetten) یک شهر در آلمان است که در استالگوی واقع شده‌است.